# Polycyrtus vierecki
Espèce
Synonymes
- Cryptanuridimorpha elegans Viereck, 1913[2]
- Polycyrtus elegans (Viereck, 1913) Provancher, 1888

Polycyrtus vierecki est une espèce d'insectes hyménoptères de la famille des Ichneumonidae, de la sous-famille des Cryptinae, de la tribu des Cryptini et de la sous-tribu des Mesostenina. Elle est trouvée au Pérou.